# Savanette
Savanette (Haitianisch-Kreolisch: Savanèt) ist eine Gemeinde im Département Centre von Haiti.

## Geschichte
Erste Siedlungen im Raum Savanette gehen auf das Jahr 1704 zurück.
Im Jahr 1873 bildete sich eine kleine Ortschaft, die Savaneta genannt wurde und unter dem heutigen Namen im Jahr 1935 den Status einer Gemeinde Haitis erhielt.
Die Krise in Haiti seit 2018 ließ Savanette recht unberührt. Im Jahr 2021 kam es zu moderaten Protesten, als Einwohner der Gemeinde das Ministerium für öffentliche Arbeiten, Verkehr und Kommunikation auf den schlechten Zustand der Verbindungsstraße zwischen Savanette und Flandé aufmerksam machten.

## Lage und Beschreibung
Das Gebiet der Gemeinde Savanette grenzt an die Dominikanische Republik.
Neben dem Stadtzentrum Ville de Savanette bestehen zwei Gemeindebezirke:
1. Columbier mit Bassin Visite, Bois Rouge, Corail, Dos Baille, Dufrene, Grand Bois, Grand Platon, Grand Source, Gros Figuier, Lambale, Mahotière, Mare Bleu, Mare Rouge, Nan Gouave, Plateau und Romain sowie
2. La Haye mit Bercerie, Bois Cochon, Bois Lance, Boucan Ti Cochon, Boulaille, Cafénatal, Cafetanal, Cahos, Découverte, Dos Palme, Dos Parc, Dos Roye, Fond Roye, Grand Fond, Gros Trou, Lan Palme, Layaye, Louismé, Maleveille, Mapou, Mare Rouge, Mate Pal, Michelet, Miguel, Parc Jean Louis, Redinègre, Salmador und Vilmar.

Die Gemeinde ist verkehrsmäßig kaum erschlossen. Die Route Départementale RD-305, die nach Mirebalais führt, ist rund 26 Kilometer in westlicher Richtung bei Flandé über Wege und Pisten zu erreichen.
Das Zentrum der Gemeinde liegt am Fluss Artibonite.